# Konfigurace (software)
Konfigurace je ve výpočetní technice souhrn parametrů a jejich hodnot, kterými se přizpůsobuje nastavení počítačového systému a jeho jednotlivých komponent požadovanému nasazení a použití.
Konfiguraci lze rozdělit na konfiguraci operačního systému a konfiguraci jednotlivých softwarových komponent. V širším slova smyslu do konfigurace počítačového systému zahrnujeme seznam nainstalovaného softwaru, případně i hardwarovou strukturu systému (ve smyslu propojení jeho jednotlivých komponent).
Konfigurace bývá uložena v nevolatilním úložišti obvykle v podobě konfiguračních souborů. V případě distribuovaných systémů se obvykle používají nástroje umožňující udržování konfigurace na jednom místě a používání dynamické konfigurace od protokolů jako je BOOTP nebo DHCP po nástroje jako Apache ZooKeeper. Pro usnadnění konfigurace se používají nástroje pro nasazení softwaru (anglicky deployment), například Ansible.
Správně navržená parametrizace umožňuje konfiguraci systému zákazníkem, nicméně tyto úpravy nebudou mít vliv na jádro systému, a tedy umožní například vývoj softwaru na zakázku (budoucí migrace na vyšší verze).